# Independiente Santa Fe
A Independiente Santa Fe, röviden Santa Fe, egy kolumbiai labdarúgócsapat, melyet Bogotában hoztak létre 1941-ben.

## Története
1948-ban az első ízben kiírt professzionális liga nyitó mérkőzését a Santa Fe játszotta az Once Caldas ellen, amely 3-3-as döntetlennel végződött. Végül 12 győzelemmel, 3 döntetlennel és 3 vereséggel az első helyen zárták a bajnokság küzdelmeit.

## Sikerlista

### Hazai
- 8-szoros kolumbiai bajnok: 1948, 1958, 1960, 1966, 1971, 1975, 2012 (Apertura), 2014 (Finalización)
- 1-szeres kupagyőztes:  1989, 2009
- 1-szeres szuperliga-győztes:  2013